# فرد غريفز
فرد غريفز هو مجدف كندي، ولد في 14 أغسطس 1924 في أوتاوا في كندا، وتوفي في 11 فبراير 2009.

## وصلات خارجية
- فرد غريفز على موقع أوليمبيديا (الإنجليزية)